# Happy Girl
「Happy Girl」（ハッピー・ガール）は、喜多村英梨の楽曲。大森祥子が作詞、河合英嗣が作曲を手掛けた喜多村の3枚目シングル。2012年2月8日にスターチャイルドから発売された。

## 概要
前作「紋」からおよそ3か月ぶりのリリースとなる2012年1作目のシングル。
表題曲「Happy Girl」は、テレビアニメ『パパのいうことを聞きなさい!』オープニングテーマ。前作「紋」の発売前からタイトル未定ながら、タイアップおよびリリースが告知され、同年12月5日のラジオ『喜多村英梨のROYAL×RADIO』（響ラジオステーション）において、曲名や発売日といった作品概要が喜多村本人により発表された。
初回限定盤には表題曲のPVを収めたDVDが同梱されている。PVでは美羽の魅力を実写で表現するため、ダンスパートおよび着替えがあるという「女子女子」した内容になっている。
本作についてCDジャーナルは、「まぶしいほどポップなバック・トラックの上で、軽やかな歌声が躍る。」と評した。

## 収録曲
1. Happy Girl [3:58]
作詞：大森祥子、作曲：河合英嗣、編曲：河合英嗣・山崎寛子、ストリングスアレンジ：菊谷知樹
  - テレビアニメ『パパのいうことを聞きなさい!』オープニングテーマ

きらびやかなサウンド、喜多村本人のノリの良さ、声優ならではのスキャット気味の譜割りで『パパのいうことを聞きなさい!』をキラキラと彩り[10]、アニメの世界観と喜多村演じる小鳥遊美羽の可愛さやおしゃれ好きなところをイメージして、「幸せ」と「女子力」をテーマに聴く人に「明るくHappyになってもらいたい」という気持ちで作られた曲[7]。通称は「はぴが」もしくは「ハピガ」[11][12]。
2. ココロノリズム [4:05]
作詞・作曲：山崎寛子、編曲：河合英嗣
「Happy Girl」と同じく、聴く人が「明るくHappyになれるように」という想いで作られたが、ロックテイストを採り入れたことにより「Happy Girl」とは違う角度から「女子力」や「乙女心」を描いた楽曲[13]。
3. Happy Girl (off vocal ver.)
4. ココロノリズム (off vocal ver.)

DVD（初回限定盤のみ）
1. Happy Girl [Music clip]
2. TVspot

## 発売日一覧
| 地域 | 情報          | 規格                 | 作品                   | 発信元                                                  |
| ---- | ------------- | -------------------- | ---------------------- | ------------------------------------------------------- |
| 日本 | 2012年1月25日 | 携帯端末向けフル配信 | 「Happy Girl」TVサイズ | - レコチョク - dwango - music.jp - オリコン - Froute.jp |
| 日本 | 2012年2月8日  | CD                   | Happy Girl             | スターチャイルド                                        |

## 演奏参加ミュージシャン
| アーティスト | アーティスト         |
| ------------ | -------------------- |
| 喜多村英梨   | ヴォーカル、コーラス |

## 収録アルバム
| 楽曲       | 発売日        | タイトル |
| ---------- | ------------- | -------- |
| Happy Girl | 2012年7月25日 | RE;STORY |

## カバー
- ハロー、ハッピーワールド!［弦巻こころ（伊藤美来）］ - 2021年5月3日にゲーム『バンドリ! ガールズバンドパーティ!』に追加収録[14]。